# Apothekerstraße 1

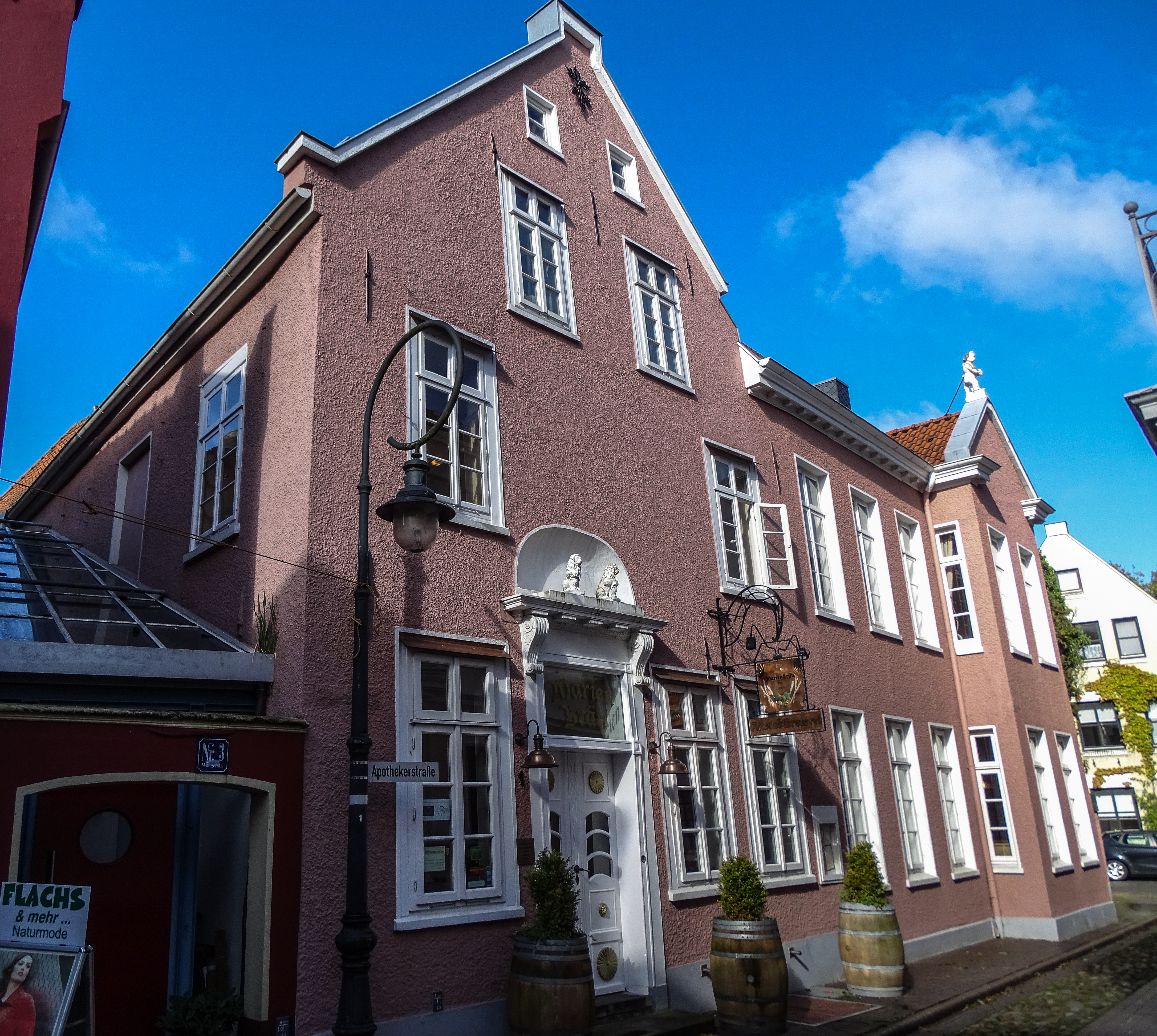
Apothekerstraße 1

Der Gebäudekomplex Apothekerstraße 1 in Jever besteht aus zwei denkmalgeschützten Giebelhäusern. Früher befand sich hier die Löwenapotheke der Stadt Jever.

## Geschichte
Der Bau der Giebelhäuser wird auf 1540 oder um 1650 datiert. Die beiden zweigeschossigen Giebelhäuser wurden 1798 von Johann Carl Christian Sprenger zu einem Traufenhaus vereinigt. Ein weiterer Anbau wurde von Sprenger hinzugefügt und der Eingang klassizistisch gestaltet.
Fenster und Türen zeigen die neun Achsen des Gebäudes auf. Unterschieden werden können die beiden Häuser durch die abweichenden Fenstern und die Zwerchgiebel. Die Löwenapotheke befand sich im linken Giebelhaus, über dessen Eingang ein liegender Löwe als Sandsteinfigur präsidierte. 1953 verließ die Apotheke das Gebäude. 1987 wurde das Gebäude saniert. Heute findet sich ein Restaurantbetrieb (Marienbräu) in dem Gebäude.

## Denkmalschutz
Das Wohn- und Geschäftshaus Apothekerstraße 1 ist aus geschichtlichen und städtebaulichen Gründen denkmalrechtlich als Einzeldenkmal nach § 3 Abs. 2 NDSchG geschützt. Das Niedersächsische Landesamt für Denkmalpflege begründet dies mit dem Zeugnis- und Schauwert der beispielhaften Stilausprägung und dem prägenden Einfluss auf das Straßenbild.

## Löwenapotheke
Die Löwenapotheke wurde vor 1615 begründet. 1615 ist das Jahr der ersten urkundlichen Erwähnung. 1953 zog die Löwenapotheke in die Liegenschaft Steinstraße 1 in Jever. Der Sandsteinlöwe ist heute am neuen Standort der Apotheke wiederum über dem Eingang angebracht.